# Патагонский мятеж
Патаго́нский мятеж или Патагонская трагедия (исп. Patagonia Trágica) — забастовка и последовавшее за попыткой его подавления вооружённое восстание сельских рабочих в аргентинской провинции Санта-Крус в Патагонии между 1920 и 1922 годами. Восстание было подавлено 10-м кавалерийским полком аргентинской армии полковника Эктора Бениньо Варелы по приказу президента Иполито Иригойена. В ходе подавления восстания погибли от 300 до 1500 сельских рабочих, многие из которых были расстреляны после сдачи в плен. Большинство казнённых были испанскими и чилийскими рабочими, которые искали убежища в аргентинской Патагонии после жестокого подавления забастовки в городе Пуэрто-Наталес на юге Чили в июле 1920 года. По меньшей мере два аргентинских солдата (рядовые Фернандо Пабло Фишер и Доминго Монтенегро), трое местных полицейских, а также ряд землевладельцев и членов их семей также погибли во время мятежа. Известно также о нескольких изнасилованиях захваченных женщин в регионе, охваченном восстанием.
Наиболее подробное описание событий Патагонского мятежа приводит Освальдо Байер (1972), обобщённое на английском языке Брюсом Чэтвином в 1976 году.

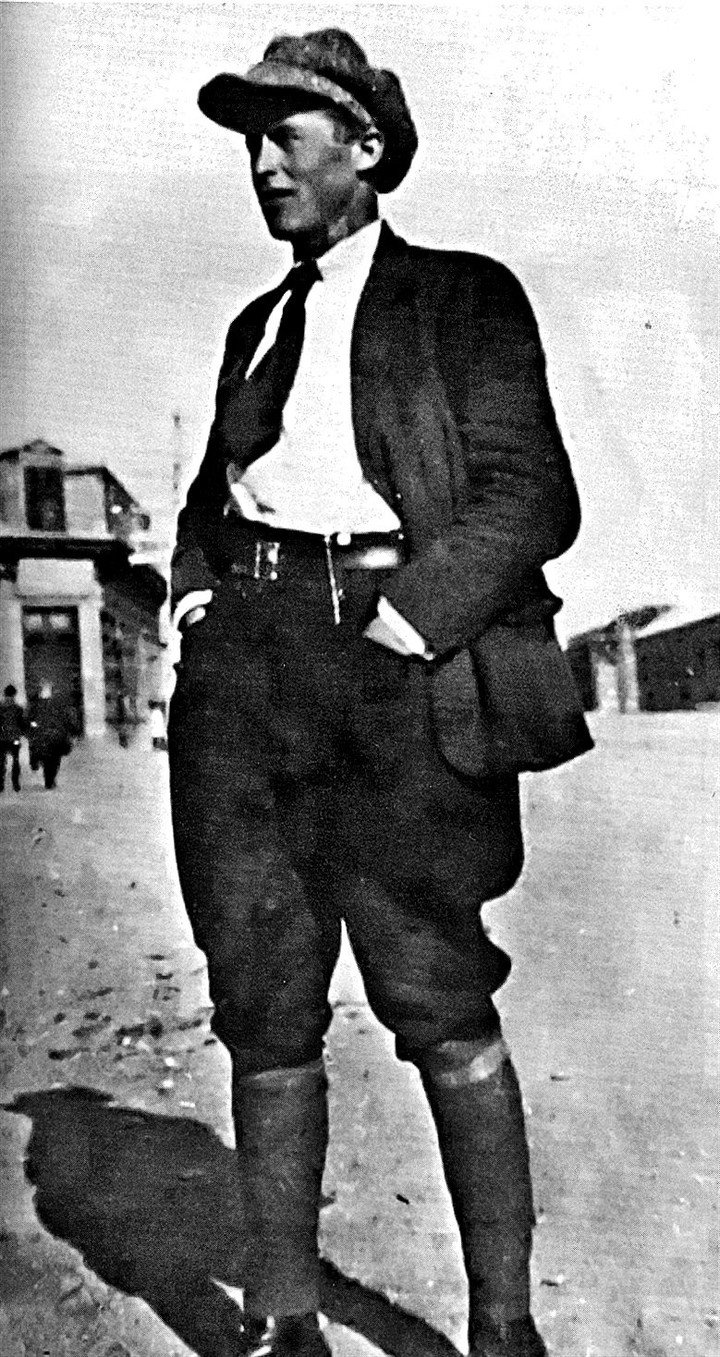
Антонио Сото, галисийский анархист, возглавивший забастовку. Он был одним из немногих профсоюзных лидеров, которые пережили резню, сбежав в Чили.

## Хронология событий

### Первая забастовка
Ситуация в начале 1921 года была сложной: в Рио-Гальегос и Пуэрто-Десеадо была объявлена всеобщая забастовка, кроме того был объявлен бойкот трём магазинам. 16 января по приказу губернатора Эдельмиро Корреа Фалькона начались репрессии против бастующих. Советник Общества трудящихся Хосе Мария Борреро и другие члены организации арестованы, но одному из лидеров восстания — Антонио Сото — удалось избежать ареста.
Сото тайно едет в Буэнос-Айрес. На конгрессе синдикалистов он призывает рабочих в других провинциях поддержать Санта-Крус в его борьбе.
Тем временем радикальное правительство Иполито Иригойена направляет в Патагонию войска под командованием подполковника Эктора Бениньо Варелы. Оценив ситуацию на месте, Варела сообщил, что ответственными за происходящее являются крупные землевладельцы, эксплуатирующие сельских рабочих, и что работодатель должен улучшить условия труда. Стороны сложили оружие, Варела проследил за началом мирного процесса и вернулся в Буэнос-Айрес.

### Вторая забастовка и восстание
Землевладельцы продолжали задерживать заработную плату рабочим, условия труда не улучшились. Тогда Антонио Сото призвал Рабочее общество к всеобщей бессрочной забастовке. 25 марта 1921 года забастовка началась. Губернатор провинции и землевладельцы призвали Варелу и его войска на помощь в подавлении восстания. В провинции Санта-Крус начались жестокие репрессии, включая расстрелы бастующих рабочих.
15 сентября 1921 года Сото с товарищами уходят в сторону гор. По пути они экспроприировали оружие и продовольствие в обмен на ваучеры, по которым обещали расплатиться после успеха восстания. В ряде имений они взяли в заложники администраторов и владельцев. К 5 ноября все крупные хозяйства на юге Санта-Крус захвачены восставшими. Рабочие взяли под контроль дороги, передвигаясь колоннами по 50-200 человек под красно-чёрным флагом. На совещании в Пунта-Альте было решено, что лидеры анархистов Гранья, Самбучетти и Монгильницки (Mongilnitzky) проникнут в Рио-Гальегос, чтобы заменить удерживаемых в плену лидеров восстания и обосноваться в городе. По прибытии в Рио-Гальегос трое анархистов были схвачены, избиты и помещены под стражу.
Тем временем на рабочие колонны Пинтоса, Рамона Отерельо и Альбино Аргуэльеса напали войска полковника Варелы, они понесли потери. Движение было разделено на две части: колонна Антонио Сото и колонна Хосе Фонта (более известного как Факон Гранде, «большой ястреб»). До начала декабря Сото удерживал под своим контролем территории к югу от озера Аргентино и Вьедма, под его началом было до 600 рабочих, группа базировалась в имении La Anita.
Армия вступила в этот район к 7 декабря. На собрании на базе восставших чилийский рабочий Хуан Фарина предлагает сдаться, и подавляющее большинство сельских рабочих поддерживают его. Сото настаивает, что борьбу необходимо продолжить, но в конце концов соглашается направить двух человек с белым флагом, чтобы запросить условия и гарантии в дополнение к соблюдению положений прошлогоднего соглашения. Военные просто расстреляли парламентёров.
Подойдя к имению Ла-Анита, военные потребовали безоговорочной капитуляции всех повстанцев. Сото произносит пламенную речь, которая однако не убедила большинство его товарищей. Они решают сдаться и прекратить забастовку. Сото и ещё двенадцать человек скрываются верхом в Чили. Погоне не удалось настичь их.

### После подавления восстания
10-й кавалерийский полк, выполнив свою задачу по подавлению восстания, вскоре получил приказ вернуться в Буэнос-Айрес, но две сотни солдат остались под командованием капитанов Анайи и Виньяса Ибарры. Варела был холодно принят в Буэнос-Айресе, он также подвергся резкой критике со стороны парламентария Антонио Ди Томазо (социалиста).
Спустя год после событий в провинции Санта-Крус утром 27 января 1923 года Эктор Бениньо Варела погиб у своего дома в Буэнос-Айресе от руки анархиста Курта Густава Викенса.